# Feliks Naglicki
Feliks Naglicki – polski gitarzysta, basista i wokalista big beatowy i popowy, kompozytor, autor tekstów piosenek. Współzałożyciel zespołu Skaldowie.

## Kariera muzyczna
Z wykształcenia architekt. Wywodzi się z krakowskiego środowiska muzycznego. Swoją muzyczną przygodę rozpoczął w 1962, jako gitarzysta młodzieżowych grup big beatowych. Najpierw grał ze swoim zespołem Heralds, a następnie współpracował z formacjami: Tip Top, 5+ (Piątka z plusem), Kon-Tiki, Sekstet Krakowski (zespół muzyczny złożony z muzyków krakowskich, występujący w restauracji „Cristal” w Gdańsku-Wrzeszczu, latem 1964 roku)) i The Lessers. W początkach 1965 roku wraz z Zygmuntem Kaczmarskim (gitara), Januszem Kaczmarskim (gitara) i Jerzym Fasińskim (perkusja), założył zespół Skaldowie w którym grał na gitarze basowej i na gitarze dwunastostrunowej. Pierwsze próby odbywały się w mieszkaniu braci Kaczmarskich, które mieściło się na trzecim piętrze przy ul. Józefa Sarego w Krakowie. Jesienią 1965 roku do grupy dołączył Andrzej Zieliński (kompozytor większości nowego repertuaru), a nieco później Jacek Zieliński (twórca nazwy zespołu). Po pewnym czasie muzycy Skaldów nawiązali kontakt z kierownikiem muzycznym Radia Kraków, Andrzejem Jaroszewskim, który został później ich kierownikiem artystycznym i to on był tym, który zaproponował żeby wszystkie próby zespołu odbywały się w studiu nagraniowym rozgłośni (można je było również nagrywać). Od tego momentu rozpoczął się rozwój kariery Skaldów, któremu towarzyszyły pierwsze sukcesy. Muzyk tryumfował wraz z zespołem podczas Krakowskich Giełd Piosenki oraz na IV Krajowym Festiwalu Piosenki Polskiej w Opolu i na Wiosennym Festiwalu Muzyki Nastolatków. Zrealizował pierwsze nagrania radiowe formacji i zarejestrował część nagrań na jej debiutancki album pt. Skaldowie z 1967 roku i Wszystko mi mówi, że mnie ktoś pokochał z 1968 oraz jako jej członek wystąpił w filmach Cierpkie głogi i Mocne uderzenie (w 1966 roku ukazała się także EP-ka pt. Piosenki z filmu „Mocne uderzenie” – Muza, N 0462). W sierpniu 1967 roku opuścił grupę, by dokładnie rok później powrócić do niej na krótko (zdjęcia z Feliksem Naglickim znalazły się na trzecim albumie Skaldów pt. Cała jesteś w skowronkach z 1969, w którego nagraniu nie brał udziału). Ponownie pożegnał się z nią w grudniu 1968 roku i związał się z zespołem Czarne Perły, zaś w 1969 roku z Estradą Krakowską. W roku 1977 wraz z perkusistą i tak samo jak on, eks-Skaldem Jerzym Fasińskim założył zespół „Safe”, z którym do drugiej połowy roku 1978 koncertował w Niemczech (NRD i RFN) i Holandii. W skład grupy wchodzili także: Inez Kilkarska-Naglicka (śpiew), Marian Markiel (fortepian) i Marian Calik  (śpiew, saksofon). Po rozwiązaniu zespołu, wraz z żoną Inez zakładał kolejne grupy wyjazdowe, a były to: F. I. Safe, N. N. Station i Pacyfic. W 1981 roku Nagliccy postanowili wyemigrować na stałe do Szwajcarii, zaś w 1993 roku w Baden z ich inicjatywy powstała artystyczna „Piwnica u Inez”, w której występowali m.in. bracia Andrzej i Jacek Zielińscy.